# Costantino del Liechtenstein
Costantino del Liechtenstein (nome completo in tedesco Constantin Ferdinand Maria; San Gallo, 15 marzo 1972 – Altlengbach, 5 dicembre 2023) è stato un principe liechtensteinese.

## Biografia

### Istruzione e carriera
Il principe Costantino nacque nel 1972 a San Gallo, in Svizzera, terzogenito di Giovanni Adamo e di Marie Kinsky von Wchinitz und Tettau. Finite le scuole elementari a Ebenholz, entrò al Liechtensteinisches Gymnasium nel 1983 e si diplomò nel 1991. Si iscrisse all'Università di Salisburgo nel 1992 per poi laurearsi in giurisprudenza nel 1997.
Ricoprì diversi incarichi alla Raiffeisen Private Equity Management e alla banca d'investimenti statunitense Brown Brothers Harriman. In seguito è stato socio amministratore della Grünwald Equity Beteiligungs GmbH, una società di private equity, fino al 2011. Dal 2012 è stato responsabile delle aree Agriculture & Food, Forestry, Renewable Energy e degli affari della Princely Family's Real Estate nel Liechtenstein Group, di cui presiedette il consiglio di sorveglianza e di cui fu amministratore delegato dal 2020 al decesso.
Fu anche membro dei CdA della Liechtenstein Group Holding AG, del RiceTec Group, di LGT Austria e del comitato investimenti della L-GAM. Dal 2018 alla sua morte fu un membro del comitato consultivo del Consiglio Austriaco per lo Sviluppo Sostenibile, che lavora per implementare la sostenibilità e gli obiettivi dell'Agenda 2030 in Austria.

### Matrimonio
Il 14 maggio 1999 sposò con matrimonio civile a Vaduz la contessa Marie Gabriele Franziska Kálnoky de Kőröspatak (Graz, 16 luglio 1975), ultima delle sei figlie di Alois (1931-2022; bisnipote di Carolina del Liechtenstein) e della baronessa Sieglinde von Oer (1935). La cerimonia religiosa si tenne il 18 luglio a Číčov, in Slovacchia.

### Morte
Morì in maniera inaspettata il 5 dicembre 2023 ad Altlengbach, in Austria, all'età di 51 anni. Il giorno seguente la casa principesca rese noto il decesso con un comunicato e alle 15:00 le chiese dell'arcidiocesi di Vaduz suonarono in suo onore. Il Governo proclamò il lutto nazionale fino all'8 dicembre. In seguito ai funerali celebrati due giorni dopo nella cattedrale di San Florino, fu sepolto all'interno dello stesso edificio.

## Patrocini
- Football Is More Foundation (FIM), organizzazione internazionale che sostiene le persone socialmente svantaggiate attraverso il calcio, lanciata nel 2011 a Vaduz sotto il patrocinio di Costantino.[16][17]

## Discendenza
Costantino del Liechtenstein e Marie Kálnoky de Kőröspatak ebbero due figli e una figlia:
- Principe Moritz Emanuel Maria (New York, 27 maggio 2003);
- Principessa Georgina Maximiliana Tatiana Maria (Vienna, 23 luglio 2005);
- Principe Benedikt Ferdinand Hubertus Maria (Vienna, 18 maggio 2008).

## Titoli e trattamento
- 15 marzo 1972 - 26 ottobre 1993: Sua Altezza Serenissima, il principe Costantino del Liechtenstein
- 26 ottobre 1993 - 5 dicembre 2023: Sua Altezza Serenissima, il principe Costantino del Liechtenstein, conte di Rietberg

## Ascendenza
|                                               |                                                  |                                                      | Genitori                                 |  |  | Nonni |  |  | Bisnonni                |  |  | Trisnonni                 |  |
|                                               |                                                  |                                                      |                                          |  |  |       |  |  | Luigi del Liechtenstein |  |  | Alfredo del Liechtenstein |  |
|                                               |                                                  |                                                      |                                          |  |  |       |  |  | Luigi del Liechtenstein |  |  | Alfredo del Liechtenstein |  |
|                                               |                                                  | Enrichetta del Liechtenstein                         |                                          |  |  |       |  |  | Luigi del Liechtenstein |  |  |                           |  |
| Francesco Giuseppe II del Liechtenstein       |                                                  |                                                      |                                          |  |  |       |  |  | Luigi del Liechtenstein |  |  |                           |  |
|                                               |                                                  | Elisabetta Amalia d'Asburgo-Lorena                   | Carlo Ludovico d'Asburgo-Lorena          |  |  |       |  |  |                         |  |  |                           |  |
|                                               |                                                  | Elisabetta Amalia d'Asburgo-Lorena                   | Carlo Ludovico d'Asburgo-Lorena          |  |  |       |  |  |                         |  |  |                           |  |
|                                               |                                                  | Elisabetta Amalia d'Asburgo-Lorena                   | Maria Teresa di Braganza                 |  |  |       |  |  |                         |  |  |                           |  |
| Giovanni Adamo II del Liechtenstein           |                                                  | Elisabetta Amalia d'Asburgo-Lorena                   |                                          |  |  |       |  |  |                         |  |  |                           |  |
|                                               |                                                  | Ferdinand von Wilczek                                | Johann Nepomuk von Wilczek               |  |  |       |  |  |                         |  |  |                           |  |
|                                               |                                                  | Ferdinand von Wilczek                                | Johann Nepomuk von Wilczek               |  |  |       |  |  |                         |  |  |                           |  |
|                                               |                                                  | Ferdinand von Wilczek                                | Elisabeth Kinsky von Wchinitz und Tettau |  |  |       |  |  |                         |  |  |                           |  |
| Giorgina di Wilczek                           |                                                  | Ferdinand von Wilczek                                |                                          |  |  |       |  |  |                         |  |  |                           |  |
|                                               |                                                  | Nora Kinsky von Wchinitz und Tettau                  | Zdenko Kinsky von Wchinitz und Tettau    |  |  |       |  |  |                         |  |  |                           |  |
|                                               |                                                  | Nora Kinsky von Wchinitz und Tettau                  | Zdenko Kinsky von Wchinitz und Tettau    |  |  |       |  |  |                         |  |  |                           |  |
|                                               |                                                  | Nora Kinsky von Wchinitz und Tettau                  | Georgina Festetics de Tolna              |  |  |       |  |  |                         |  |  |                           |  |
| Costantino del Liechtenstein                  |                                                  | Nora Kinsky von Wchinitz und Tettau                  |                                          |  |  |       |  |  |                         |  |  |                           |  |
|                                               | Ferdinand Vincenz Kinsky von Wchinitz und Tettau | Ferdinand Bonaventura Kinsky von Wchinitz und Tettau |                                          |  |  |       |  |  |                         |  |  |                           |  |
|                                               | Ferdinand Vincenz Kinsky von Wchinitz und Tettau | Ferdinand Bonaventura Kinsky von Wchinitz und Tettau |                                          |  |  |       |  |  |                         |  |  |                           |  |
|                                               | Ferdinand Vincenz Kinsky von Wchinitz und Tettau | Marie von und zu Liechtenstein                       |                                          |  |  |       |  |  |                         |  |  |                           |  |
| Ferdinand Carl Kinsky von Wchinitz und Tettau | Ferdinand Vincenz Kinsky von Wchinitz und Tettau |                                                      |                                          |  |  |       |  |  |                         |  |  |                           |  |
|                                               |                                                  | Aglaë von Auersperg                                  | Adolf von Auersperg                      |  |  |       |  |  |                         |  |  |                           |  |
|                                               |                                                  | Aglaë von Auersperg                                  | Adolf von Auersperg                      |  |  |       |  |  |                         |  |  |                           |  |
|                                               |                                                  | Aglaë von Auersperg                                  | Johanna Festetics de Tolna               |  |  |       |  |  |                         |  |  |                           |  |
| Marie Kinsky von Wchinitz und Tettau          |                                                  | Aglaë von Auersperg                                  |                                          |  |  |       |  |  |                         |  |  |                           |  |
|                                               |                                                  | Eugen Ledebur-Wicheln                                | Johann Ledebur-Wicheln                   |  |  |       |  |  |                         |  |  |                           |  |
|                                               |                                                  | Eugen Ledebur-Wicheln                                | Johann Ledebur-Wicheln                   |  |  |       |  |  |                         |  |  |                           |  |
|                                               |                                                  | Eugen Ledebur-Wicheln                                | Karoline Czernin von und zu Chudenitz    |  |  |       |  |  |                         |  |  |                           |  |
| Henriette Caroline von Ledebur-Wicheln        |                                                  | Eugen Ledebur-Wicheln                                |                                          |  |  |       |  |  |                         |  |  |                           |  |
|                                               |                                                  | Eleonore Larisch von Moennich                        | Heinrich Larisch von Moennich            |  |  |       |  |  |                         |  |  |                           |  |
|                                               |                                                  | Eleonore Larisch von Moennich                        | Heinrich Larisch von Moennich            |  |  |       |  |  |                         |  |  |                           |  |
|                                               |                                                  | Eleonore Larisch von Moennich                        | Henriette Larisch von Mönnich            |  |  |       |  |  |                         |  |  |                           |  |
|                                               |                                                  | Eleonore Larisch von Moennich                        |                                          |  |  |       |  |  |                         |  |  |                           |  |